# Unidad (coalición)
Unidad es el nombre de una coalición electoral salvadoreña conformada por los partidos políticos Gran Alianza por la Unidad Nacional (GANA), Partido de Concertación Nacional (PCN), y Partido Demócrata Cristiano (PDC), a favor de la candidatura del expresidente Elías Antonio Saca para las elecciones presidenciales de El Salvador de 2014. Resultó la tercera opción más votada con 11% de los votos, y por debajo del Frente Farabundo Martí para la Liberación Nacional (FMLN) y Alianza Republicana Nacionalista (ARENA).

### Elecciones presidenciales
| Año  | Candidatos         | Primera vuelta | Primera vuelta   | Segunda vuelta | Segunda vuelta | Resultado | Nota |
| Año  | Candidatos         | Votos          | %                | Votos          | %              | Resultado | Nota |
| ---- | ------------------ | -------------- | ---------------- | -------------- | -------------- | --------- | ---- |
| 2014 | Elías Antonio Saca | 307,603        | \| \| 11.44 % \| |                |                | No electo |      |
|      | 11.44 %            |                |                  |                |                |           |      |